# ジゼル・フロイント
ジゼル・フロイント（Gisèle Freund、1908年12月19日 - 2000年3月30日）はドイツに生まれ、主にフランスで活躍した写真家。ヒトラー内閣が成立した1933年にフランスに亡命し、作家が多数集まる「本の友の家」書店を経営していたアドリエンヌ・モニエと出会い、アンドレ・マルロー、ジェイムズ・ジョイス、ヴァージニア・ウルフなど作家の肖像写真を2、3年の間に約80枚撮影した。特にカラーの肖像写真においては先駆的であった。第二次世界大戦が勃発し、ナチス・ドイツがフランスを占領するとアルゼンチンに亡命。大戦後も南米各地で報道写真家として活躍するほか、特にフリーダ・カーロ、エヴァ・ペロンの写真を多く遺した。マグナム・フォト初の女性写真家である。さらに、ソルボンヌ大学に提出した博士論文は、写真史をテーマにした最初の学位論文であり、1974年発表の著書『写真と社会』により写真史家として名を残すことになった。

## 生涯

### 背景
ジゼル・フロイントは1908年12月19日、ベルリン・シェーネベルクの裕福なユダヤ人家庭にギーゼラ・フロイント（Gisela Freund）として生まれた。実業家の父ユリウス・フロイントは美術品蒐集家で、出張の際にはギーゼラを連れて美術館・画廊巡りをした。だが、両親が希望したのは良妻賢母教育であり、ギーゼラはズボンを穿いてアビトゥーア受験に行くなど、保守的な両親に反抗した。とはいえ、母方の曽祖父はスカート風の七分丈ズボン（ジュップ・キュロット）を製作・販売して財を成した実業家であった。
フロイントはすでに12歳のときに父に最初のカメラを与えられ、写真に興味を示すとさらに新しいカメラを与えられ、1929年にアビトゥーアに合格したときにはライカを贈られた。この贈り物が後に写真家としての出発点となる。

### 教育 - 社会学
フロイントは両親の教育方針には従わず、フライブルクで社会学者カール・マンハイムに師事し、フランクフルト大学に入学。社会研究所でカール・マンハイムの研究助手を務めていたノルベルト・エリアスに師事し、テオドール・アドルノらとともに社会学と美術史を専攻した。いつもカメラを持っているフロイントに、映像の問題に取り組んでみるよう勧めたのは恩師エリアスであった。フロイントは写真史に関する調査を始め、後にソルボンヌ大学に提出することになる博士論文を準備し始めた。とはいえ、当初から社会学者になるつもりはなくジャーナリストを目指していたフロイントは、社会問題に対する関心からフランクフルト社会主義青年同盟に参加した。またこの頃、ベルリンのロマーニッシェス・カフェでヴァルター・ベンヤミンやベルトルト・ブレヒトに出会った。
一方、社会研究所は繰り返しナチの攻撃の的にされ、1932年5月1日にフランクフルトで反ファシズムの学生のデモがあった。フロイントはこのデモを取材し、ライカで学生たちの表情を捉えた。これが彼女の最初のルポルタージュであった。こうした活動から、1933年1月30日にヒトラー内閣が成立し、高等教育機関もナチ化されると、自由主義を唱える多くの大学教員が追放された。ベンヤミンは3月にフランス亡命し、フロイントも5月30日に亡命、パリに居を定めた。

### フランス亡命

#### ベンヤミンとの交友
フロイントはフランス国立図書館に通って博士論文の執筆を続けた。テーマはフランスにおける写真史に絞られた。ベンヤミンもまたフランス国立図書館でボードレール、玩具、絵葉書など後に『パサージュ論』の「パリ ― 19世紀の首都」に収められることになるパリの文化の諸側面に関する草稿や『複製技術時代の芸術』を書いていた。二人は図書館で毎日のように会い、文学、政治、写真、哲学について議論を交わした。ベンヤミンはアンドレ・ジッドやマルセル・プルーストをドイツ語に訳していたが、フロイントは生活費・学費を稼ぐ手段がなかったため、ライカで写真を撮り始めた。ドイツの両親は裕福ではあっても、ナチス統治下では海外送金が禁じられていたため、経済的支援を受けることができなかったからである。
1935年に渡英し、世界恐慌の影響を目の当たりにしたフロイントは、イングランド北東部の失業者の生活をカメラに収め、翌1936年に創刊された『ライフ』誌に掲載する機会を得た。

#### マルローとの出会い
さらに、パリでアンドレ・マルローに出会ったことが大きな転機となった。彼はフロイントに自著の表紙に掲載する写真の撮影を依頼した。自宅のテラスで煙草をくわえて風に吹かれるマルローの姿を撮った写真は、フロイントの最初の肖像写真であり、しかもマルローの肖像写真としてこの後、雑誌などにしばしば掲載されることになった。1996年にマルローの没後20年を記念して郵政公社が発行した切手にも採用された。なお、このときは、禁煙を推奨する政府の要請で、マルローがくわえた煙草がカットされ、修整が施されたため、一層注目を浴びることになった。
同じくマルローからの依頼で、第一回文化擁護国際作家会議を取材した。1935年6月21日から25日までパリで開催され、世界38か国から320人の参加を得たこの会議は、ファシズムから文化を守ることが目的であり、発起人のマルロー、事務局を務めたルイ・アラゴンのほか、フランスからはアンドレ・ジッド、アンリ・バルビュス、ソ連からはイリヤ・エレンブルグ、イサーク・バーベリ、ドイツからはハインリヒ・マン、ベルトルト・ブレヒト、アンナ・ゼーガース、オーストリアからローベルト・ムージル、英国からオルダス・ハクスリー、E・M・フォースターらが参加した。フロイントがこのときに撮った作家の写真は、同会議の唯一の写真資料であり、フロイントはこれを機に、作家の肖像写真を撮ることに関心を持つようになった。

#### モニエの支援 - 作家の肖像写真
1935年に6区オデオン通りで「本の友の家」書店を経営していたアドリエンヌ・モニエに出会い、モニエの書店の斜め向かいでシェイクスピア・アンド・カンパニー書店を経営していたアメリカ人のシルヴィア・ビーチとも親しくなった。図書館、画廊を兼ね、新しい文学を紹介する講演会や朗読会が行われていたモニエの書店にはフランスだけでなく、ビーチの書店を拠点とするアメリカ、イギリス、アイルランドの作家が多数訪れ、戦間期の文学運動の拠点の一つであった。
もともと文学に関心が深かったフロイントはすでに彼らの作品を読んでおり、作家と話をしたい、もっと作家について知りたいという個人的な関心があった。撮影は作家が最もくつろげる場所として、常に作家の自宅で行った。自宅を訪れ、文学について議論を交わし、相手が興に乗って議論に熱中したときに見えてくる素顔を写し取った。作家は、写真を撮りたいというよりむしろ相手のことを知りたいというフロイントの真摯な気持ちに打たれて心を開き、素顔を見せたのである。実際、彼女は「文学を愛していたし、関心のある作家や、作品を理解している作家だけを被写体にした」と語っており、だからこそ、作家の「忘我」の瞬間とその瞬間に見せる内面、作家自身すら気づいていない特徴を捉えることができたのである。フロイントは特にカラーの肖像写真の先駆者として知られる。早くも1938年に、当時開発されたばかりのカラー写真フィルム「アグファカラー」や「コダクローム」を使って写真を撮り始めた。1940年にパリを去るまでに撮影した写真は1,700枚。その大半が肖像写真で、うち80枚が作家の肖像写真であるが、カラー写真フィルムは当時まだ高価であり、フランスの雑誌や新聞ではカラー印刷ができなかったために、スライドを制作し、1939年にモニエの書店でスライド上映会を行った。後にモニエが「人々の表情が織り成す世界への旅」と呼ぶことになるこの上映会には、被写体となった作家も多数参加した。
パリではマルローをはじめとする第一回文化擁護国際作家会議に参加した作家のほか、ジョージ・バーナード・ショー、T・S・エリオット、ウラジミール・ナボコフ、アンリ・ミショー、ミシェル・レリス、マルグリット・ユルスナール、ジャン・コクトー、エルザ・トリオレ、フランソワ・モーリアック、ジャン＝ポール・サルトル、シモーヌ・ド・ボーヴォワール、サミュエル・ベケット、ポール・ヴァレリー、シュテファン・ツヴァイク、ボリス・パステルナーク、アンドレ・ブルトン、トリスタン・ツァラらの写真を撮った（作品参照）。また、モニエの紹介で1939年に2度渡英し、ヴァージニア・ウルフとジェイムズ・ジョイスの写真を撮った。いずれもカラー写真である。特にヴァージニア・ウルフの写真はフロイントの代表作であり、1984年にロバート・メイプルソープが撮影したフロイントの肖像写真にもウルフの写真が写っている。一方、ジョイスの肖像写真は『フィネガンズ・ウェイク』が発表された1939年の『タイム』誌の表紙を飾った。この他、フロイントの肖像写真は、英国の『ウィークリー・イラストレーティッド』誌、『ピクチャー・ポスト』誌、フランスの『パリ・マッチ』誌、『ヴュ』誌、ドイツの『ドゥー』誌などに掲載された。

#### 博士論文「19世紀フランスにおける写真」
博士論文は1936年に完成し、ソルボンヌ大学に提出した。モニエはフロイントのフランス語での執筆に協力し、提出後に「本の友の家」書店から刊行した。「19世紀フランスにおける写真」と題されたこの論文は、2011年に現代出版資料研究所 (IMEC) の編纂により再刊された。本論文は、かつてブルジョワ階級のものであった肖像写真が複製技術の発展によって大衆化した過程を跡付けるものであり、学位論文で写真史を論じたのは初めてのことであった。この論文ではまた、肖像写真の普及に貢献した写真家として、彼女が尊敬するナダールについて論じている。フロイントによると、肖像写真がブルジョワ階級の特権であった時代には「美しく見せるための」修整技術が発展したが、修整を施すことなく、人間の「内面に秘められた知性」を写し取ろうとしたのがナダールである。一方、ナダールは人物を浮き上がらせるために背景を削除したが、フロイントは逆に、人物の特徴を際立たせるために「自宅」という個性的な空間を選んだ。
博士論文を提出・出版した1936年、フロイントはフランス国籍を取得した。

### アルゼンチン亡命
第二次世界大戦が勃発し、1940年にナチス・ドイツがフランスを占領すると、フロイントは再び亡命を余儀なくされた。モニエは多くのユダヤ人の亡命を助けたことでも知られるが、ベンヤミンがニエーヴル県ヌヴェール近郊のヴェルニュシュ収容所から解放され、フロイントがロット県に逃れることができたのもモニエの尽力によるものであった。ベンヤミンはこの後ルルド、次いでマルセイユに逃れ、スペイン経由で亡命を企てたが、健康状態も含めて絶望的な状況のなか、ポルトボウで自殺した。ロット県に着いたフロイントは、再びアンドレ・マルローと、アルゼンチンの作家で文芸雑誌『南（Sur）』を主宰していたヴィクトリア・オカンポの支援により、1941年にアルゼンチンに亡命し、ブエノスアイレスのオカンポのもとに身を寄せた。
アルゼンチンではすでに1939年にフランスから亡命していたロジェ・カイヨワが、赤十字社の「フランス戦争犠牲者支援委員会」のための活動をしていた。彼は自作のほか、ジュール・シュペルヴィエル、ヴィクトル・ユーゴー、サン＝ジョン・ペルス、アンドレ・ブルトンの作品をオカンポの『南』誌に掲載し、収益を支援委員会に寄付した。フロイントもまた、フランスのための資金調達に奔走し、「慈善活動ではない、フランスとの団結だ」として「フランス人作家との団結」を結成。オカンポが代表に就任した。支援委員会はホルヘ・ルイス・ボルヘス、アドルフォ・ビオイ＝カサーレス、マヌエル・ムヒカ＝ライネスなど多くの作家から支援を得た。フロイントは彼らの肖像写真を撮り、これまでの作品も含めて競売にかけ、収益を委員会に寄付した。パリ解放後に郵便が再開され、モニエと連絡を取ることができるようになると、フランス人作家と委員会の仲介役となり、委員会が集めた資金で、数トンの食料品や衣料品、タイプライターのリボンを購入し、マルローを介してフランスに送った。

### 戦後

#### マグナム・フォト - 再び、中南米での活動
アルゼンチンではさらにシャルル・ド・ゴールの自由フランス政府の情報省からの依頼で南米情勢について取材し、1946年にパリに戻った後、南米芸術展を開催した。次いで人類博物館からの依頼で再び南米に向かい、パタゴニア（アルゼンチンおよびチリのコロラド川以南の地域）、ティエラ・デル・フエゴ（南米最南端）で人々の暮らしや風景をカメラに収めた。
1947年にロバート・キャパ、アンリ・カルティエ＝ブレッソン、ジョージ・ロジャー、デヴィッド・シーモアによりマグナム・フォトが結成されると、キャパに誘われて会員になった。マグナム初の女性写真家であった。マグナム専属の報道写真家として米国、カナダ、中米、エクアドル、ペルー、ボリヴィア、ブラジル、アルゼンチン、メキシコで取材した。メキシコ滞在は2週間の予定であったが、ラテン・アメリカに魅せられ、さらにフリーダ・カーロとディエゴ・リヴェラに出会ったため、2年間にわたってフリーダと彼女を取り巻く世界を写真に撮り続けることになった。このときの写真は、2013年に現代出版資料研究所とアルバン・ミシェルの共編で『フリーダ・カーロ』写真集として出版された。
1950年にアルゼンチンのフアン・ペロン大統領夫人エヴァ・ペロンの日常生活をカメラに収め、『ライフ』誌に発表した。被写体の素顔を捉えるのがフロイントの得意とするところであったが、大統領夫妻はこのような写真が気に入らず「これ見よがしで恥かしい」と批判した。挙句はこの『ライフ』誌がアルゼンチンで没収され、フロイントは出国を余儀なくされた。

#### パリ定住後

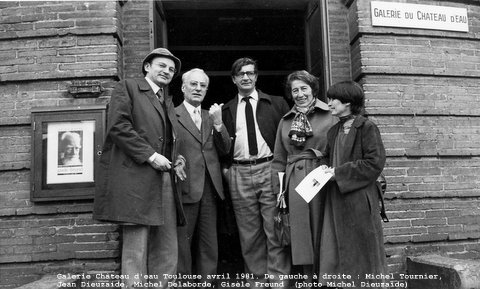
左からミシェル・トゥルニエ、ジャン・デューザイド、ミシェル・ドラボルド、ジゼル・フロイント、 - シャトー・ドー画廊（トゥールーズ）にて、1981年（写真提供：Michel Dieuzaide）

パリに定住したのは1952年であった。1954年にキャパ自らによりマグナムから除名された。マッカーシズム（反共産主義、赤狩り）が猛威を振るった1950年代に共産主義者の疑いをかけられ、米国入国が禁じられたからであり、キャパはこのようなフロイントの存在によりマグナム・ニューヨーク事務所の活動および将来に影響を及ぼすと考えたためであるとされる。
1968年にパリ市立近代美術館で最初の大規模なフロイント展が開催された。これにより、フロイントの名は世界的に知られることになったが、60歳になった彼女は以後、執筆活動に専念した。1974年には写真史家として名を残す契機となった著書『写真と社会』を発表した。博士論文「19世紀フランスにおける写真」をさらに発展させ、ドイツやアメリカにおける写真報道やマスメディア雑誌、写真と政治や法律との関係、新しい動向としてのアマチュア写真までより広い視野で論じている。本書はドイツ語、オランダ語、日本語、英語に翻訳され、現在でも写真史を語るときにしばしば引用される重要な文献である。
1981年に、フランソワ・ミッテランが大統領に就任すると、彼自らの指名により大統領の公式写真を撮影した。フロイントはこれまでと同様に、撮影の前に「お孫さんの話をしたら、（ミッテランは）そっと微笑んだ」という。
1991年から92年にかけて、ポンピドゥー・センター内国立近代美術館で大規模な回顧展が行われた。日本でも、2007年に国立新美術館で同美術館所蔵作品を紹介する「異邦人（エトランジェ）たちのパリ 1900-2005」展が開催されたときに、フロイントの代表的な肖像写真7点（ジッド、ベンヤミン、サルトル、ジョイス、ミショー、マルロー、ブルトン）が展示された。
1977年にドクメンタ 6（ヘッセン州カッセルで5年ごとに開催される世界最大規模の現代美術展の第6回で、芸術総監督はマンフレート・シュネッケンブルガー）に参加し、同年、フランス創造写真協会連盟の会長に就任した。また、フランス文化省の第3回国家写真大賞（第1回はブラッサイ、第2回はウィリー・ロニが受賞）、ドイツ写真協会の文化功労賞、芸術文化勲章、レジオンドヌール勲章など多くの栄誉を得た。

### 死去・没後

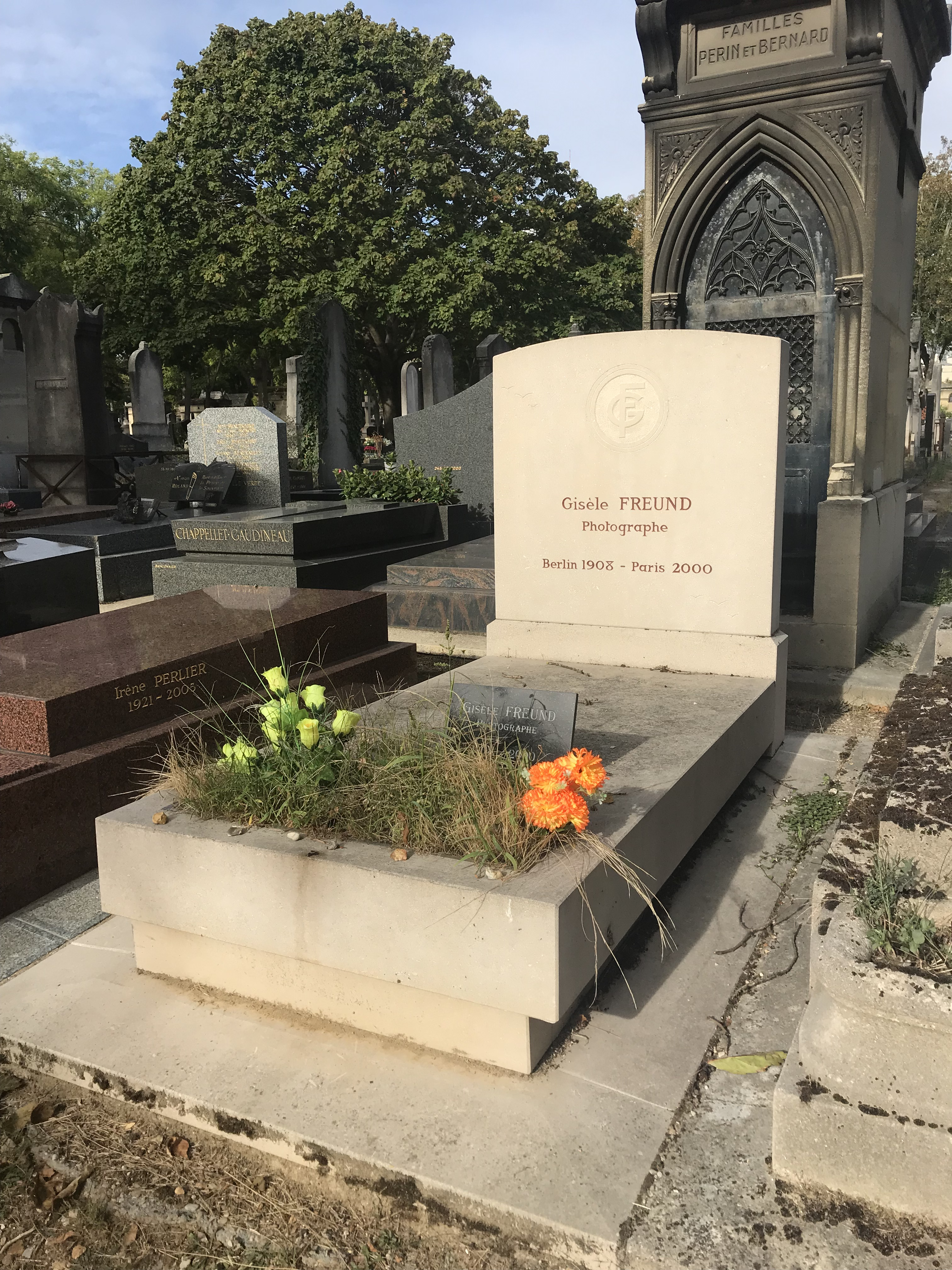
モンパルナス墓地のジゼル・フロイントの墓

フロイントは2000年3月30日にパリにて91歳で死去し、モンパルナス墓地に埋葬された。
遺された白黒ネガフィルムとそのコンタクトプリント約1,600点、白黒・カラーの焼付け1,200点、スライド8,200枚（複写を含む）、焼増し1,000点、刊行物用の焼付け8,000点のほか資料（原稿、手帳、日記、メモ、書簡、展覧会や出版に関する資料、写真が掲載された雑誌）については、遺産相続手続きが複雑であったため、2005年に現代出版資料研究所 (IMEC) に移され、目録が作成された後、ドイツに住むフロイントの親族の希望により、同研究所に寄贈された。現在、現代創造資料（Mémoire de la création contemporaine）基金の一環として管理され、主な写真作品は国立近代美術館（ポンピドゥー・センター）が所蔵し、資料はカルヴァドス県のアルデンヌ修道院の IMEC 図書館が所蔵している。
現代出版資料研究所 (IMEC) は、2011年10月14日から2012年1月29日まで、ピエール・ベルジェ＝イヴ・サン・ローラン財団が管理するパリ16区のイヴ・サン・ローラン美術館で「国境の眼、パリ 1933-1940年」と題するフロイント展を開催した。ほぼ同時の2011年10月12日から2012年2月5日まで、3区のユダヤ芸術歴史博物館では「ヴァルター・ベンヤミン資料展」が開催された。

### フロイントの立場
フロイントは写真家および写真史研究者として写真家の地位を向上させ、写真を造形芸術の一分野として確立することになったが、彼女自身は「写真が芸術だと思ったことはない。重要なのは写真であって、カメラの背後にいる写真家ではない」と語っている。また、作家の肖像写真が革新的であったことから肖像写真家として知られることになったフロイントだが、彼女自身はむしろ報道写真家を目指していた。一方でまた、戦時中には従軍記者として活躍する機会もあったが、戦争の写真は撮らなかった。これについては、「写真を通じて人間を理解することで殺し合いはなくなるだろうと思っていた。相手のことをよく理解していたら殺せるだろうか。でも、間違っていた。ある日、人間はそれでも殺し合うことを知った」と語っている。

## 受賞・栄誉
- フランス創造写真協会連盟会長（1977年）
- ドイツ写真協会・文化功労賞（1978年）
- 国家写真大賞（フランス文化省、1980年）
- フランソワ・ミッテラン大統領公式写真家（1981年）
- 芸術文化勲章オフィシエ（1982年）
- レジオンドヌール勲章オフィシエ（1983年）
- ブラッドフォード大学名誉博士（国立写真博物館の推薦による、1989年）[26]

## 作品

### 主な個展・団体展
- アドリエンヌ・モニエ「本の友の家」書店、パリ、1939年[37]
- フランス国立図書館、パリ、1963年[37]
- プリンストン大学美術館、ニュージャージー州、1965年[37]
- パリ市立近代美術館、1968年[37]
- ライン州立博物館（ドイツ語版）、ボン、1977年[37]
- 第6回ドクメンタ、ヘッセン州カッセル、1977年
- レアチュー美術館（フランス語版）、アルル、1978年[37]
- ドイツ工作連盟資料館 (Werkbundarchiv – Museum der Dinge)、ベルリン、1988年[25]
- ポンピドゥー・センター内国立近代美術館、ジゼル・フロイント展「歩み」、パリ、1991-1992年
- 国立新美術館「異邦人たちのパリ 1900-2005 ポンピドー・センター所蔵作品展」、2007年
- イヴ・サン・ローラン美術館、ジゼル・フロイント展「国境の眼」、パリ、2011-2012年
- アルデンヌ修道院内現代出版資料研究所 (IMEC)、「ジゼル・フロイント ― 写真の場面と肖像」展、カルヴァドス、2014年[38]

### 著書、写真集、映画
- 『世界と私のカメラ』Le monde et ma caméra, Paris, Denoël, 1970, (新版) 2006（回想録）
- 『ジゼル・フロイント ― 顔の国へ』Gisèle Freund - Au pays des visages, 1972（フレデリック・ロシフ（フランス語版）監督によるドキュメンタリー映画）[39]
- 『写真と社会』Photographie et société, Seuil, 1974（写真評論）
  - 『写真と社会 ― メディアのポリティーク』佐復秀樹訳、御茶の水書房、1986年（芸術と社会との関係 / 肖像写真の先駆者たち / 七月王政期の写真 / 最初の肖像写真家たち / 第二帝政期の写真 / 写真に対する態度 / 写真業の拡大と芸術的堕落 / 芸術の複製手段としての写真 / 報道写真 / ドイツにおけるフォトジャーナリズムの誕生 / アメリカのマスメディア雑誌 / 政治の道具としての写真 / 写真と法 / スキャンダル雑誌 / 芸術としての写真 / アマチュア写真）
- 『肖像 ― ラウダ・ハミス（フランス語版）との対談』Portrait, entretiens avec Rauda Jamis, Éditions des femmes, 1991
- 『ジゼル・フロイント ― ベルリン・フランクフルト・パリ ― 写真1929-1962』Breun-Ruiter Marita, Gisèle Freund, Berlin-Frankfurt-Paris, Fotografien 1929-1962, Berlin, Jovis, 1996（作品・作品論）
- 『19世紀フランスにおける写真 ― 社会学・美学評論』La photographie en France au XIXe siècle : Essai de sociologie et d'esthétique, IMEC / Christian Bourgois, 2011（博士論文、初版「本の友の家」書店から1936年）
- 『ジゼル・フロイントによるフリーダ・カーロ』Frida Kahlo par Gisèle Freund, Albin Michel / IMEC, Hachette Livre, 2013（写真集）

### 写真作品
主な作品は国立近代美術館（ポンピドー・センター）が所蔵している。これを制作年順にたどることは、フロイントの経歴を知るうえでも、また、「文化史の記録」としても重要である。
| 邦題（試訳） | 原題 | 撮影場所・年                                         |
| --- | --- | ---------------------------------------------------- |
| 《シテ島の事故》 | Accident sur l'Ile de la Cité | パリ、1930年                                         |
| 《ジャン・ポーラン》 | Jean Paulhan | パリ、1930年頃                                       |
| 《パリ上空の煙》 | Fumée sur Paris | パリ、1931年                                         |
| 《花市》 | Le Marché aux fleurs | パリ、1931年                                         |
| 《アスファルト散布機》 | Les Goudronneurs | パリ、1931年                                         |
| 《サン＝ジュリアン＝ル＝ポーヴル》 | Rue St-Julien le Pauvre | パリ、1931年                                         |
| 《証券取引所の光景》 | Scène à la Bourse | パリ、1931年                                         |
| 《バル・デ・カザール》 | Le Bal des Quatr'arts | パリ、1932年                                         |
| 《サン＝ルイ島》 | Ile St-Louis | パリ、1933年                                         |
| 《サマリテーヌ百貨店近くのベンチで》 | Sur un banc près de la Samaritaine | パリ、1933年                                         |
| 《ピエール・ドリュ・ラ・ロシェル》 | Pierre Drieu La Rochelle | イビサ島、1933年                                     |
| 《被災地》 | Distressed Areas | イングランド、1935年                                 |
| 《被災地》 | Distressed Areas | イングランド、1935年                                 |
| 《被災地 - 被災地の10枚の写真》 | Distressed Areas - Ten photographs from destrest areas | イングランド、1935年                                 |
| 《被災地 - 窓からの眺め》 | Distressed Areas - View from a window | イングランド、1935年                                 |
| 《被災地 - 将来が見えない》 | Distressed Areas - No future | イングランド、1935年                                 |
| 《被災地》 | Distressed Areas | イングランド、1935年                                 |
| 《被災地 - ニューカッスル・アポン・タイン》 | Distressed Areas - Street in Newcastle upon Tyne | イングランド、1935年                                 |
| 《被災地 - 数年にわたる失業》 | Distressed Areas - out of work for years | イングランド、1935年                                 |
| 《被災地 - ニューカッスル・アポン・タイン》 | Distressed Areas - Newcastle-upon-Tyne | イングランド、1935年                                 |
| 《被災地》 | Distressed Areas | イングランド、1935年                                 |
| 《戸口に立つ失業者の妻たち - ニューカッスル・アポン・タイン》 | Femmes de chômeurs à la porte, Newcastle-on-Tyne | イングランド、1935年                                 |
| 《裸足の子ども - ニューカッスル・アポン・タイン》 | L'Enfant aux pieds nus, Newcastle-on-Tyne | イングランド、1935年                                 |
| 《窓辺の男 - ニューカッスル・アポン・タイン》 | L'Homme à la fenêtre, Newcastle-on-Tyne | イングランド、1935年                                 |
| 《通りの子どもたち - ニューカッスル・アポン・タイン》 | Les Enfants de la rue, Newcastle-on-Tyne | イングランド、1935年                                 |
| 《雨の通り - ニューカッスル・アポン・タイン》 | Rue de la Pluie, Newcastle-on-Tyne | イングランド、1935年                                 |
| 《失業した3人の若者 - ニューカッスル・アポン・タイン》 | Trois jeunes sans travail, Newcastle-on-Tyne | イングランド、1935年                                 |
| 《通りの日曜 - ニューカッスル・アポン・タイン》 | Un dimanche dans la rue, Newcastle-on-Tyne | イングランド、1935年                                 |
| 《母と二人の子ども - ニューカッスル・アポン・タイン》 | Une mère et deux de ses enfants, Newcastle-on-Tyne | イングランド、1935年                                 |
| 《8年にわたって仕事のない男 - ジャロウ・アポン・タイン》 | Chômeur depuis huit ans, Jarrow-on-Tyne | イングランド、1935年                                 |
| 《失業者クラブ - ジャロウ・アポン・タイン》 | Club de chômeurs, Jarrow-on-Tyne | イングランド、1935年                                 |
| 《入口で - シャロウ・アポン・タイン》 | En entrant, Jarrow-on-Tyne | イングランド、1935年                                 |
| 《アコーディオン弾き - シャロウ・アポン・タイン》 | Joueur d'accordéon, Jarrow-on-Tyne | イングランド、1935年                                 |
| 《水辺で髪を整える男 - ブライトン》 | Homme se coiffant sur la plage, Brighton | イングランド、1935年                                 |
| 《水辺で覗き見 - ブライトン》 | Voyeur à la plage, Brighton | イングランド、1935年                                 |
| 《海に向かって立つ失業した炭鉱夫たち - ホワイトヘブン》 | Mineurs sans travail devant la mer, Whitehaven | イングランド、1935年                                 |
| 《「ブラックエリア」の失業者たちの日曜》 | Un dimanche de chômeurs dans le "black-areas" | イングランド、1935年                                 |
| 《ファサードの清掃》 | Nettoyage de la façade | パリ、1935年                                         |
| 《アンドレ・マルロー》 | André Malraux | パリ、1935年                                         |
| 《文化擁護会議で演説するアンドレ・マルロー》 | André Malraux s'adresse au Congrès pour la défense de la culture | パリ、1935年                                         |
| 《イリヤ・エレンブルグ、アンドレ・マルロー、ポール・ニザン》 | Ilya Ehrenbourg, André Malraux et Paul Nizan | パリ、1935年                                         |
| 《グスタフ・レグラーとアンナ・ゼーガース》 | Gustav Regler et Anna Seghers | パリ、1935年                                         |
| 《ノルベルト・エリアス》 | Norbert Elias | パリ、1935年                                         |
| 《オルダス・ハクスリー》 | Aldous Huxley | パリ、1935年                                         |
| 《書店のアドリエンヌ・モニエ》 | Adrienne Monnier dans sa librairie | パリ、1936年                                         |
| 《シャンティイ公園のアドリエンヌ・モニエ》 | Adrienne Monnier dans le parc de Chantilly | パリ、1936年                                         |
| 《アドリエンヌ・モニエによる学生ジゼル・フロイントの写真》 | Gisèle Freund étudiante photographiée par Adrienne Monnier | パリ、1936年                                         |
| 《シェイクスピア・アンド・カンパニー書店のシルヴィア・ビーチ》 | Sylvia Beach dans sa librairie Shakespeare and Company | パリ、1936年                                         |
| 《書斎のアドリエンヌ・モニエ》 | Adrienne Monnier à son bureau | パリ、1937年                                         |
| 《書店のアドリエンヌ・モニエ》 | Adrienne Monnier devant sa librairie | パリ、1937年                                         |
| 《国立図書館閲覧室の入口》 | Entrée de la salle de lecture, Bibliothèque nationale | パリ、1937年                                         |
| 《万国博覧会》 | Exposition Internationale | パリ、1937年                                         |
| 《万国博覧会のフランス文学》 | La Littérature française à l'Exposition Internationale | パリ、1937年                                         |
| 《『ムジュール』誌編集委員 - シルヴィア・ビーチ、バーバラ・チャーチ、ウラジーミル・ナボコフ、アドリエンヌ・モニエ、ジェルメーヌ・ポーラン、ヘンリー・チャーチ、アンリ・ミショー、ジャン・ポーラン、ミシェル・レリス》 | La rédaction de "Mesures": Sylvia Beach, Barbara Church, Vladimir Nabokov, Adrienne Monnier, Germaine Paulhan, Henry Church, Henri Michaux, Jean Paulhan, Michel Leiris | パリ、1937年                                         |
| 《学士院のポール・ヴァレリー、ジョルジュ・デュアメル、マルセル・ブートロン》 | Paul Valéry, Georges Duhamel et Marcel Bouteron à l'Institut | パリ、1937年                                         |
| 《眠る閲覧者、国立図書館》 | Lecteur endormi, Bibliothèque nationale | パリ、1937年                                         |
| 《閲覧者、国立図書館》 | Lecteur, Bibliothèque nationale | パリ、1937年                                         |
| 《国立図書館のヴァルター・ベンヤミン》 | Walter Benjamin à la Bibliothèque nationale | パリ、1937年                                         |
| 《読書をする修道士》 | Moine qui lit, Bibliothèque nationale | パリ、1937年                                         |
| 《シルヴィア・ビーチ》 | Sylvia Beach | パリ、1937年（カラー写真）                           |
| 《『フィネガンズ・ウェイク』の校正をするユージーン・ジョラスとジェイムズ・ジョイス》 | Eugène Jolas et James Joyce corrigeant "Finnegans Wake" | パリ、1938年                                         |
| 《自宅のジェイムズ・ジョイス》 | James Joyce chez lui | パリ、1938年                                         |
| 《タクシーを降りるジェイムズ・ジョイス》 | James Joyce sortant d'un taxi | パリ、1938年                                         |
| 《「シェイクスピア・アンド・カンパニー」書店のジェイムズ・ジョイス、シルヴィア・ビーチ、アドリエンヌ・モニエ》 | James Joyce chez "Shakespeare and Company" avec Sylvia Beach et Adrienne Monnier                                                                                        | パリ、1938年                                         |
| 《アドリエンヌ・モニエ》 | James Joyce et Adrienne Monnier dans la rue de l'Odéon | パリ、1938年                                         |
| 《ジェイムズ・ジョイスと孫息子スティーヴン》 | James Joyce et son petit-fils Stephen | パリ、1938年                                         |
| 《ジェイムズ・ジョイスと孫息子ジョージ》 | James Joyce au piano avec son fils Giorgio | パリ、1938年                                         |
| 《石炭をかき集める女たち》 | Femmes ramassant du charbon | パリ、1938年                                         |
| 《理髪店のショーウィンドー》 | Vitrine d'un coiffeur | パリ、1938年                                         |
| 《ジョイスの手》 | Les mains de Joyce | パリ、1938年                                         |
| 《ポール・ヴァレリー》 | Paul Valéry | パリ、1938年                                         |
| 《アドリエンヌ・モニエ》 | Adrienne Monnier | パリ、1938年（カラー写真）                           |
| 《アンドレ・ジッド》 | André Gide | パリ、1938年（カラー写真）                           |
| 《ヴァルター・ベンヤミン》 | Walter Benjamin | パリ、1938年（カラー写真）                           |
| 《アンリ・ド・モンテルラン》 | Henry de Montherlant | パリ、1939年                                         |
| 《アンリ・ミショー》 | Henri Michaux | パリ、1939年                                         |
| 《ルイ・アラゴン》 | Louis Aragon | パリ、1939年                                         |
| 《オルテガ・イ・ガセット》 | Ortega y Gasset | パリ、1939年                                         |
| 《ポール・デジャルダン》 | Paul Desjardins | ポンティニー、1939年                                 |
| 《書店の戸口に立つシルヴィア・ビーチ》 | Sylvia Beach à la porte de sa librairie | パリ、1939年                                         |
| 《ヴィクトリア・オカンポ》 | Victoria Ocampo | パリ、1939年                                         |
| 《ベッドに座るコレット》 | Colette au lit | パリ、1939年（カラー写真）                           |
| 《フランソワ・モーリアック》 | François Mauriac | パリ、1939年（カラー写真）                           |
| 《ジョルジュ・デュアメル》 | Georges Duhamel | パリ、1939年（カラー写真）                           |
| 《マルセル・デュシャン》 | Marcel Duchamp | パリ、1939年（カラー写真）                           |
| 《ポール・エリュアール》 | Paul Éluard | パリ、1939年（カラー写真）                           |
| 《ソーントン・ワイルダー》 | Thornton Wilder | パリ、1939年（カラー写真）                           |
| 《アンドレ・ブルトン》 | André Breton | パリ、1939年（カラー写真）                           |
| 《コレット》 | Colette | パリ、1939年（カラー写真）                           |
| 《エルザ・トリオレ》 | Elsa Triolet | パリ、1939年（カラー写真）                           |
| 《ハーバート・リードとペギー・グッゲンハイム》 | Herbert Read et Peggy Guggenheim | ロンドン、1939年（カラー写真）                       |
| 《ヴァージニア・ウルフ》 | Virginia Woolf | ロンドン、1939年                                     |
| 《ヴァネッサ・ベルのフレスコ画の前に立つヴァージニア・ウルフ》 | Virginia Woolf devant la fresque de Vanessa Bell | ロンドン、1939年（カラー写真）                       |
| 《ヴァージニア・ウルフと彼女の犬》 | Virginia Woolf avec son chien | ロンドン、1939年（カラー写真）                       |
| 《ヴァージニア・ウルフ》 | Virginia Woolf | ロンドン、1939年（カラー写真）                       |
| 《ジョージ・バーナード・ショー》 | George Bernard Shaw | ロンドン、1939年                                     |
| 《ヴィタ・サックヴィル＝ウェスト》 | Vita Sackville-West | ロンドン、1939年（カラー写真）                       |
| 《アンドレ・マルロー》 | André Malraux | パリ、1939年（カラー写真）                           |
| 《ルーペを手にするジェイムズ・ジョイス》 | James Joyce avec la loupe | パリ、1939年（カラー写真）                           |
| 《ジェイムズ・ジョイス》 | James Joyce | パリ、1939年（カラー写真）                           |
| 《ジャン＝ポール・サルトル》 | Jean-Paul Sartre | パリ、1939年（カラー写真）                           |
| 《ジャン・コクトー》 | Jean Cocteau | パリ、1939年（カラー写真）                           |
| 《手袋屋の看板の下のジャン・コクトー》 | Jean Cocteau sous l'enseigne d'un gantier | パリ、1939年（カラー写真）                           |
| 《シュザナの手》 | Les mains de Suzana | パリ、1939年（カラー写真）                           |
| 《シュテファン・ツヴァイク》 | Stefan Zweig | パリ、1939年（カラー写真）                           |
| 《アーサー・ケストラー》 | Arthur Koestler | パリ、1940年（カラー写真）                           |
| 《スキャパレッリの絹のストッキング》 | Bas de soie de Schiaparelli | パリ、1940年（カラー写真）                           |
| 《ロマン・ロラン》 | Romain Rolland | パリ、1940年（カラー写真）                           |
| 《トリスタン・ツァラ》 | Tristan Tzara | パリ、1940年（カラー写真）                           |
| 《カルロス・ガルデルの肖像の下のタンゴ歌手》 | Chanteur de tango sous le portrait de Carlos Gardel | ブエノスアイレス、1943年                             |
| 《国立銀行の正面入口の前で》 | Devant le portail de la Banque Nationale | ブエノスアイレス、1943年                             |
| 《ホルヘ・ルイス・ボルヘス》 | Jorge Luis Borges | ブエノスアイレス、1943年                             |
| 《ホルヘ・ルイス・ボルヘス》 | Jorge Luis Borges | ブエノスアイレス、1943年（カラー写真）               |
| 《世界の果て》 | Au bout du monde | パタゴニア、1943年                                   |
| 《ホーン岬手前の最後の島》 | Les Dernières îles devant le Cap Horn | パタゴニア、1943年                                   |
| 《ビーグル水道の漁師》 | Pêcheurs dans le canal du Beagle | パタゴニア、1943年                                   |
| 《猪狩りをする百万長者》 | Un millionnaire à la chasse au sanglier | パタゴニア、1943年                                   |
| 《サンティアゴ近くの田舎の別荘のパブロ・ネルーダ》 | Pablo Neruda dans sa maison de campagne près de Santiago | 1944年                                               |
| 《レオン＝ポール・ファルグ》 | Léon-Paul Fargue | パリ、1946年（カラー写真）                           |
| 《絵を描くピエール・ボナール》 | Pierre Bonnard peint | ル・カネ、1946年（カラー写真）                       |
| 《ピエール・ボナール》 | Pierre Bonnard | ル・カネ、1946年                                     |
| 《ピエール・ボナール》 | Pierre Bonnard | 1946年（カラー写真）                                 |
| 《ジャン・ポーラン》 | Jean Paulhan | パリ、1947年頃                                       |
| 《ダビッド・アルファロ・シケイロス》 | David Alfaro Siqueiros | メキシコシティ、1948年                               |
| 《ディエゴ・リヴェラ》 | Diego Rivera | メキシコシティ、1948年                               |
| 《フリーダ・カーロと彼女の犬》 | Frida Kahlo et ses chiens | メキシコシティ、1948年                               |
| 《フリーダ・カーロ》 | Frida Kahlo | メキシコシティ、1948年                               |
| 《メキシコシティ近くのディエゴ・リヴェラの神殿》 | Le Temple de Diego Rivera près de Mexico City | メキシコシティ、1948年                               |
| 《フリーダ・カーロ》 | Frida Kahlo | メキシコシティ、1948年（カラー写真）                 |
| 《生家の城のヴィタ・サックヴィル＝ウェスト》 | Vita Sackville-West dans son château natal | ノール、1948年                                       |
| 《アンリ・マティス》 | Henri Matisse | パリ、1948年（カラー写真）                           |
| 《デッサンをするアンリ・マティス》 | Henri Matisse dessine | パリ、1948年（カラー写真）                           |
| 《シモーヌ・ド・ボーヴォワール》 | Simone de Beauvoir | パリ、1948年（カラー写真）                           |
| 《シモーヌ・ド・ボーヴォワール》 | Simone de Beauvoir | パリ、1948年（カラー写真）                           |
| 《エヴィータに会うために待つ時間》 | Des heures d'attente pour rencontrer Evita | ブエノスアイレス、1950年                             |
| 《帽子のコレクションの前に立つエヴィータ・ペロン》 | Evita Perón devant sa collection de chapeaux | ブエノスアイレス、1950年                             |
| 《化粧をするエヴィータ・ペロン》 | Evita Perón fait sa toilette | ブエノスアイレス、1950年                             |
| 《貧しい人々を迎え入れるエヴィータ・ペロン》 | Evita Perón reçoit les pauvres | ブエノスアイレス、1950年                             |
| 《独立記念日のために正装するエヴィータ・ペロン、フアン・ペロン》 | Evita et Juan Perón s'habillent pour la fête de l'Indépendance | ブエノスアイレス、1950年                             |
| 《エヴィータ・ペロンの朝の引見》 | Le Lever d'Evita Perón | ブエノスアイレス、1950年                             |
| 《私が持っているものをみんなが知ってくれたら - エヴィータ・ペロン》 | Que le monde sache ce que je possède, Evita Perón | ブエノスアイレス、1950年                             |
| 《フアン・ペロン陸軍少尉》 | Le Général Juan Perón | ブエノスアイレス、1950年                             |
| 《身支度をする闘牛士カルロス・アルーザ》 | Le Torero Carlos Arruza s'habille | メキシコシティ、1950年                               |
| 《「世界の歴史」を描くディエゴ・リヴェラ》 | Diego Rivera peint "l'histoire du monde" | メキシコシティ、1951年                               |
| 《中庭で彫刻の傍らに立つフリーダ・カーロ》 | Frida Kahlo à côté d'une sculpture dans sa cour | メキシコシティ、1951年                               |
| 《フリーダ・カーロと医師フアン・ファリル》 | Frida Kahlo et son médecin Juan Farill | メキシコシティ、1951年                               |
| 《ディエゴ・リヴァラの盗まれた奉納物コレクション》 | La Collection d'ex-voto volés de Diego Rivera | メキシコシティ、1951年                               |
| 《「世界の歴史」の前に立つディエゴ・リヴェラ》 | Diego Rivera devant la fresque "l'histoire du monde" | メキシコシティ、1951年                               |
| 《通りの写真家のアトリエ》 | Atelier d'un photographe de la rue | メキシコシティ、1952年                               |
| 《サン＝ルイ＝アン＝リル通り - パリ祭》 | Rue St-Louis-en-l'Ile, Paris 14 juillet | パリ、1952年                                         |
| 《フェルナンデル》 | Fernandel | パリ、1953年                                         |
| 《ジャック・プレヴェール》 | Jacques Prévert | ヴァンス、1953年                                     |
| 《ジャック・プレヴェールとイダ・シャガール》 | Jacques Prévert et Ida Chagall | ヴァンス、1953年                                     |
| 《テリアード》 | Tériade | カップ・フェラ、1953年                               |
| 《グラハム・サザーランド》 | Graham Sutherland | コート・ダジュール、1953年                           |
| 《パリのスー族》 | Les Sioux à Paris | パリ、1953年                                         |
| 《自著『ガゼット』に署名するアドリエンヌ・モニエ》 | Adrienne Monnier signant son livre "les Gazettes" | パリ、1953年                                         |
| 《見物人の一団 - パリ祭》 | Groupe de spectateurs, Paris 14 juillet | パリ、1954年                                         |
| 《シャンゼリゼ - パリ祭》 | Champs-Élysées, Paris 14 juillet | パリ、1954年                                         |
| 《軍隊の分列行進 - パリ祭》 | Le Défilé des troupes, Paris 14 juillet | パリ、1954年                                         |
| 《シモーヌ・ド・ボーヴォワール》 | Simone de Beauvoir | パリ、1954年                                         |
| 《コレット》 | Colette | モンテカルロ、1954年                                 |
| 《サーカス》 | Cirque | パリ、1955年                                         |
| 《霊媒》 | Le Médium | パリ、1955年                                         |
| 《振り子時計》 | Le Pendule | パリ、1955年                                         |
| 《オペラ通り》 | Avenue de l'Opéra | パリ、1956年                                         |
| 《リヴォリ通り》 | Rue de Rivoli | パリ、1956年                                         |
| 《マルヌ川の岸》 | Au bord de la Marne | パリ、1956年                                         |
| 《鉄屑市》 | La Foire à la ferraille | パリ、1956年                                         |
| 《ボブールの浮浪者》 | Les Clochards de Beaubourg | パリ、1956年                                         |
| 《アンドレ・ブルトン》 | André Breton | パリ、1957年                                         |
| 《ルイ・アラゴン》 | Louis Aragon | パリ、1958年                                         |
| 《マルティン・ブーバー》 | Martin Buber | パリ、1958年                                         |
| 《ブラール通り》 | Rue Boulard | パリ、1958年                                         |
| 《雪のセーヴル＝バビロヌ駅》 | Sèvres-Babylone sous la neige | パリ、1958年                                         |
| 《クリストファー・イシャーウッド》 | Christopher Isherwood | ロンドン、1959年                                     |
| 《ヘンリー・ムーア、マッチ・ハダム》 | Henry Moore, Much Hadham | ハートフォードシャー、1959年                         |
| 《アイリス・マードック》 | Iris Murdoch | オックスフォード、1959年                             |
| 《セルジュ・リファール》 | Serge Lifar | パリ、1959年                                         |
| 《テネシー・ウィリアムズ》 | Tennessee Williams | パリ、1959年                                         |
| 《ボールペン売り》 | Camelot de stylos bille | パリ、1960年                                         |
| 《電動歯ブラシ》 | La Brosse à dents électrique | パリ、1960年                                         |
| 《ジョン・スタインベック》 | John Steinbeck | パリ、1961年                                         |
| 《ル・コルビュジエ》 | Le Corbusier | パリ、1961年                                         |
| 《スタジオのル・コルビュジエ》 | Le Corbusier dans son studio | パリ、1961年                                         |
| 《シャルル・ド・ゴールとアンドレ・マルロー》 | Charles de Gaulle et André Malraux | パリ、1962年                                         |
| 《W・H・オーデン》 | W.H. Auden | ロンドン、1963年                                     |
| 《シモーヌ・ド・ボーヴォワールとジャン＝ポール・サルトル》 | Simone de Beauvoir et Jean-Paul Sartre | パリ、1963年                                         |
| 《シモーヌ・シニョレ》 | Simone Signoret | パリ、1963年                                         |
| 《アルベルト・ジャコメッティ》 | Alberto Giacometti | パリ、1964年                                         |
| 《アルベルト・ジャコメッティ》 | Alberto Giacometti | パリ、1964年                                         |
| 《アンリ・ミショー》 | Henri Michaux | パリ、1964年                                         |
| 《パウル・ツェラン》 | Paul Celan | パリ、1964年                                         |
| 《サミュエル・ベケット》 | Samuel Beckett | パリ、1964年                                         |
| 《ジャン＝ポール・サルトル》 | Jean-Paul Sartre | パリ、1965年                                         |
| 《マルグリット・デュラス》 | Marguerite Duras | パリ、1965年                                         |
| 《ヴァージニア・ウルフの仕事机》 | La Table de travail de Virginia Woolf | ロッドメル、サセックス、1965年（カラー写真）         |
| 《マルセル・デュシャン》 | Marcel Duchamp | 1966年（カラー写真）                                 |
| 《サン＝ジョン・ペルス》 | Saint-John Perse | ジアン、1966年（カラー写真）                         |
| 《ウジェーヌ・イヨネスコ》 | Eugène Ionesco | パリ、1966年                                         |
| 《アーサー・ケストラー》 | Arthur Koestler | ロンドン、1967年                                     |
| 《マン・レイ》 | Man Ray | パリ、1967年（カラー写真）                           |
| 《ホルヘ・ルイス・ボルヘス》 | Jorge Luis Borges | ロンドン、1971年                                     |
| 《スコーパス山》 | Mont Scopus | イスラエル、1971年                                   |
| 《サンテ刑務所の塀》 | Le Mur de la Santé | パリ、1975年                                         |
| 《マルグリット・ユルスナール》 | Marguerite Yourcenar | マウント・デザート島、メイン州、1976年（カラー写真） |
| 《女性たちのデモ》 | Manifestation de femmes | パリ、1979年                                         |
| 《イスラエルとアラブの農夫》 | Paysans israéliens et arabes | シナイ半島、1979年                                   |
| 《フランソワ・ミッテラン》 | François Mitterrand | パリ、1981年                                         |
| 《ハンナ・シグラ》 | Hanna Schygulla | パリ、1984年                                         |
| 《ナタリア・マレー（Natalia Danesi Murray）》 | Nathalia Murray | ロサンゼルス、1988年（カラー写真）                   |

## 参考資料
- Christian Caujolle, « GISÈLE FREUND (1908-2000) », Dictionnaire des Photographes, Encyclopaedia Universalis, 2017.
- Gisèle Freund, Portrait. Entretiens avec Rauda Jamis, Éditions des femmes, 1991.
- Luc Le Vaillant, « Malraux, Joyce, Virginia Woolf... La photographe GISÈLE FREUND, 88 ans, a fait le portrait du siècle à travers le visage des écrivains qu'elle aimait côtoyer sans façons. Rencontre enjouée. La photographe d'auteurs », 22 février 1996, Libération.
- Jean-François Bouthors, « Gisèle Freund, l'oeil de la vérité », 03 avril 2000, La Croix.
- Naomi Blumberg, "Gisèle Freund - French photographer", Encyclopedia Britannica.
- Louis Mesplé, « Gisèle Freund et Walter Benjamin, les amis retrouvés », 25 janvier 2017, L’Obs.
- Laura Ayerza De Castillo, Odile Felgine, Victoria Ocampo, préambule d'Ernesto Sabato, CRITERION, 1990.
- 曽我晶子「ジゼル・フロイントの作家ポートレート : 写真によるもうひとつの二十世紀文学史」『比較文学・文化論集』第21巻、東京大学比較文学・文化研究会、2004年3月30日、7-20頁。